# Einzeln an der Bayreutherstraße
Einzeln an der Bayreutherstraße (auch Neuhäuser oder Singhäuser genannt) ist eine Wüstung auf dem Gemeindegebiet der Stadt Münchberg im Landkreis Hof (Oberfranken, Bayern).

## Geografie
Die Einöde lag auf einer Höhe von 547 m ü. NHN an einer Vicinalstraße, die nach Münchberg (0,8 km nördlich) bzw. nach Mussen führte (1,6 km südlich).

## Geschichte
Einzeln wurde in der ersten Hälfte des 19. Jahrhunderts auf dem Gemeindegebiet von Münchberg gegründet. Die beiden Anwesen erhielten bei der Vergabe der Hausnummern die Nr. 335 und 336. Münchberg hatte Ende des 18. Jahrhunderts 295 Anwesen. In einem Gemeindeverzeichnis des Jahres 1911 wurden für Münchberg noch sechs Orte angegeben, d. h. Einzeln an der Bayreutherstraße galt noch als Gemeindeteil. Auf einer topographischen Karte des Jahres 1950 wurde der Ort unter dem Namen Neuhäuser letztmals verzeichnet. Heute befindet sich an der Stelle der Siedlung die Bayreuther Straße.

### Einwohnerentwicklung
| Jahr      | 1871  | 1885  | 1900   |
| Einwohner | 26    | 53    | 14     |
| Häuser    |       | 4     | 2      |
| Quelle    | [ 8 ] | [ 9 ] | [ 10 ] |

## Religion
Einzeln an der Bayreutherstraße war nach St. Peter und Paul (Münchberg) gepfarrt und evangelisch-lutherisch geprägt.